# Licantén
Licantén é uma comuna da província de Curicó, localizada na Região de Maule, Chile. Possui uma área de 273,3 quilômetros quadrados e uma população de 6.902 habitantes (2002).